# Paris–Belfort
Paris–Belfort war ein französisches Eintagesrennen für Berufsfahrer und Unabhängige.

## Geschichte
Das Rennen führte von der Hauptstadt Paris nach Belfort im Département Territoire de Belfort in Ostfrankreich. Es wurde 1931 begründet und hatte neun Austragungen.

## Palmarès
- 1931  Jean Bidot
- 1932  Alphonse Schepers
- 1933  Joseph Mauclair
- 1934  Romain Gijssels
- 1935  Louis Hardiquest
- 1936  Joseph Mauclair
- 1937  Jules Coelaert
- 1938  Albert Hendrickx
- 1939  Edward Vissers